# Godthaabs Sogn
Godthaabs Sogn 

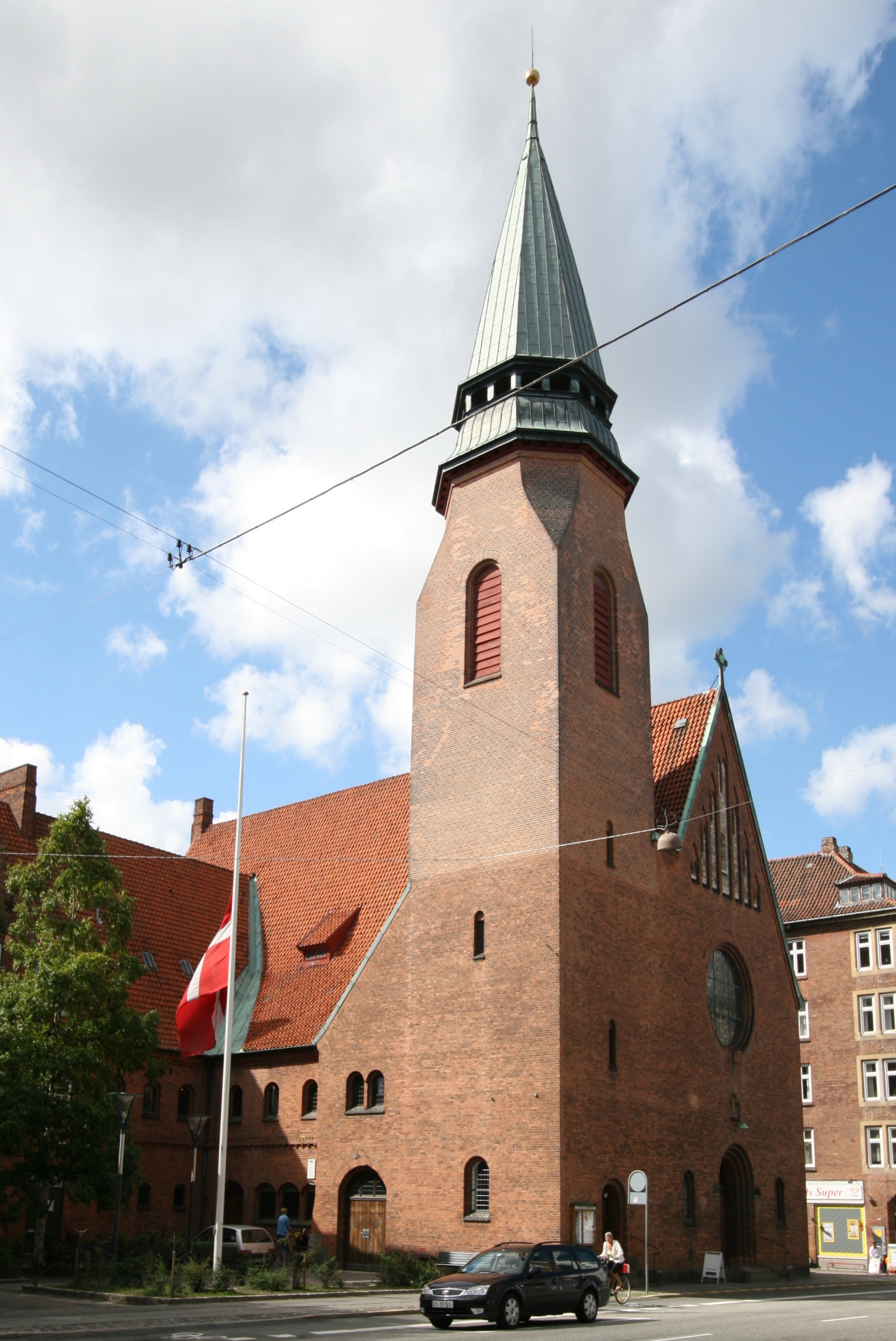
Godthaabskirken

ist eine Kirchspielsgemeinde (dän.: Sogn)
in der Stadt Frederiksberg im Nordosten der dänischen Insel Sjælland.
Bis 1970 gehörte sie zur Harde Sokkelund Herred im damaligen Københavns Amt, danach zur amtsfreien Frederiksberg Kommune, die im Zuge der  Kommunalreform zum 1. Januar 2007 Teil der Region Hovedstaden geworden ist.
Von den 104.664 Einwohnern von Frederiksberg leben 11.727 im Kirchspiel Godthaabs (Stand: 1. Januar 2023). Im Kirchspiel liegen die Kirchen „Godthaabskirke“ und „Frederiksberg Hospitalskirke“.
Nachbargemeinden sind im Nordosten Mariendals Sogn, im Osten Sankt Lukas Sogn, im Süden Solbjerg Sogn und Lindevang Sogn, ferner in der Frederiksberg umgebenden København Kommune (dt.: Kopenhagen) im Westen Advents Sogn und im Nordwesten Grøndals Sogn.